# リファラルマーケティング
リファラル・マーケティング（英語: referral marketing）は、人を介したサービスや商品「紹介」に着目したマーケティングのことを指します。
既存の顧客に家族、友人、連絡先を紹介して新しい顧客になるように促すために会社が設計した口コミイニシアチブ。メッセージの内容を追跡、影響、測定することができない会社を主な顧客に向けた純粋な口コミ戦略とは異なり、紹介マーケティングは企業がそうすることを許可したことに対して紹介者を奨励し、報酬を与える。マルチ商法とは異なり、元の既存の顧客が新しい顧客のその後の紹介を推進したり影響を与えたりするインセンティブはない。最初の主要な顧客のコンバージョンのみが報われる。